# 시우비우 주니오르
시우비우 조제 카르도수 레이스 주니오르(포르투갈어: Silvio José Cardoso Reis Junior, 1990년 7월 1일 ~ )는 시우비뉴(포르투갈어: Silvinho)로 불리는 브라질의 축구 선수로, 포지션은 미드필더다. 현재 센트루 스포르치부 알라고아누에서 활약하고 있다. 2016년 K리그 클래식 성남 FC에서 활약한 바 있으며, 등록명은 실빙요였다.

## 축구인 경력

### 클럽 경력
2016년 여름 이적시장을 통해 대한민국 1부리그 K리그 클래식의 성남 FC에 입단했으며, K리그 등록명은 실빙요였다. 여름에 팀을 떠난 공격수 치아구 아우베스 살리스의 공백을 메꾸기 위해 영입되었으며, 후반기 동안 13경기에 출전하여 2골을 기록했다.
2017년 새로운 시즌을 준비하는 과정에서 성남 FC와 결별하였다.